# Earl Baldwin of Bewdley

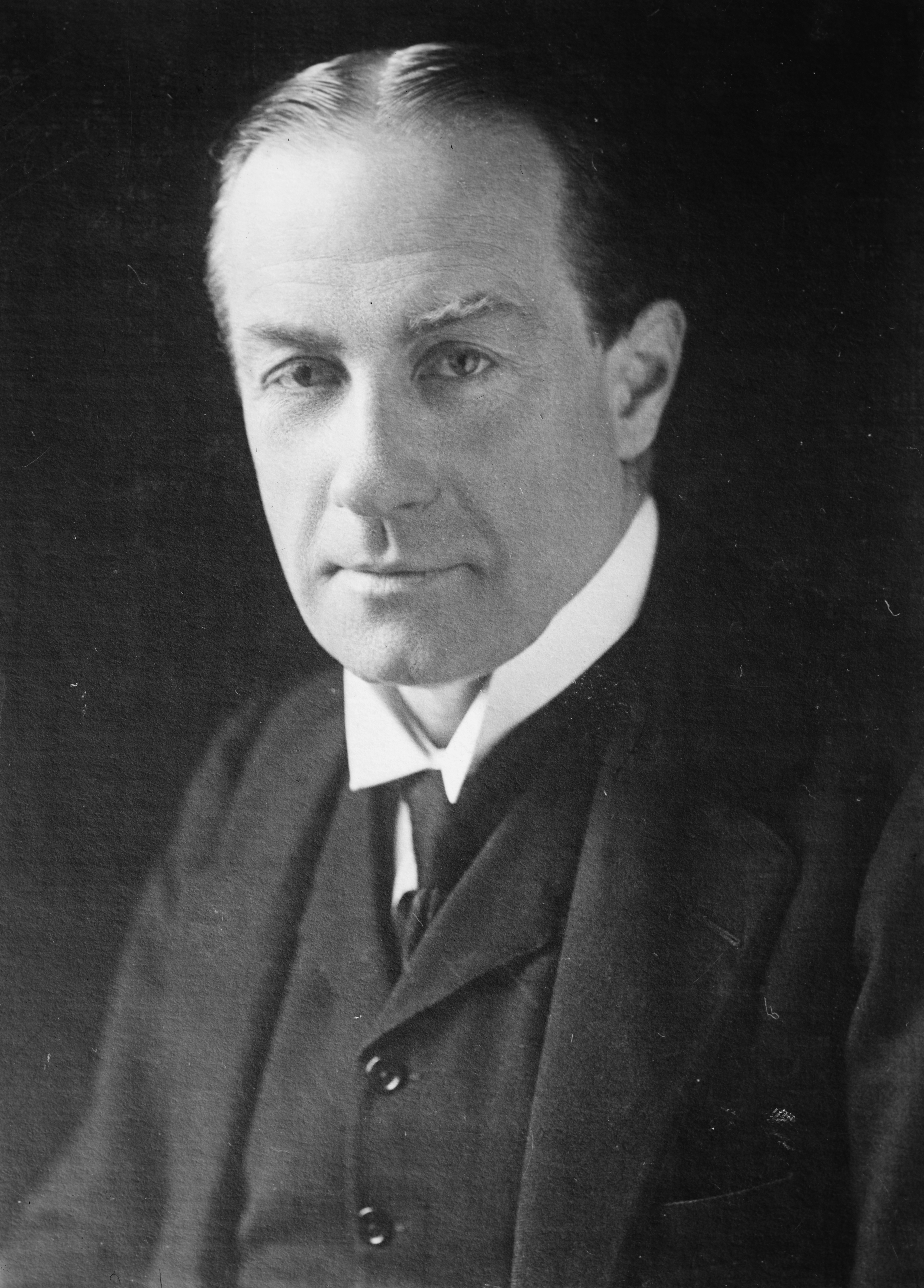
Stanley Baldwin, 1. Earl Baldwin of Bewdley

Wappen der Earls Baldwin of Bewdley

Earl Baldwin of Bewdley ist ein erblicher britischer Adelstitel in der Peerage of the United Kingdom.
Residenz der Earls war ursprünglich Astley Hall bei Stourport-on-Severn in Worcestershire und ist heute Manor Farm House in Upper Wolvercote, Oxfordshire.

## Verleihung und nachgeordnete Titel
Der Titel wurde am 8. Juni 1937 für den konservativen Politiker Stanley Baldwin geschaffen, welcher von 1908 bis 1937 Member of Parliament für den Wahlkreis Bewdley gewesen war. Baldwin bekleidete dreimal, nämlich von 1923 bis 1924, von 1924 bis 1929 und von 1935 bis 1937, das Amt des Premierministers des Vereinigten Königreichs, außerdem hatte er noch mehrere Ministerämter in anderen konservativen Regierungen inne.
Zusammen mit der Earlswürde wurde ihm der nachgeordnete Titel eines Viscount Corvedale, of Corvedale in the County of Salop, verliehen. Dieser Titel wird auch als Höflichkeitstitel vom Titelerben (Heir apparent) geführt.

## Liste der Earls Baldwin of Bewdley (1937)
- Stanley Baldwin, 1. Earl Baldwin of Bewdley (1867–1947)
- Oliver Baldwin, 2. Earl Baldwin of Bewdley (1899–1958)
- Arthur Baldwin, 3. Earl Baldwin of Bewdley (1904–1976)
- Edward Baldwin, 4. Earl Baldwin of Bewdley (1938–2021)
- Benedict Baldwin, 5. Earl Baldwin of Bewdley (* 1973)

Der Heir Presumptive ist der jüngere Bruder des aktuellen Earls, Hon. James Conrad Baldwin (* 1976).